# Danh sách cầu thủ tham dự giải vô địch bóng đá U-21 châu Âu 2007
Chỉ có các cầu thủ sinh trong hoặc sau ngày 1 tháng 1 năm 1984 mới được phép thi đấu.
Các cầu thủ in đậm từng thi đấu cho đội tuyển quốc gia.

## Bảng A

### Bỉ
Huấn luyện viên: Jean-François De Sart 
| Số | Vt | Cầu thủ              | Ngày sinh (tuổi)            | Số trận | Câu lạc bộ       |
| -- | -- | -------------------- | --------------------------- | ------- | ---------------- |
| 1  | TM | Logan Bailly         | 27 tháng 12, 1985 (21 tuổi) |         | Racing Genk      |
| 2  | HV | Sepp De Roover       | 12 tháng 11, 1984 (22 tuổi) |         | Sparta Rotterdam |
| 3  | HV | Steve Colpaert       | 13 tháng 9, 1986 (20 tuổi)  |         | FC Brussels      |
| 4  | HV | Thomas Vermaelen     | 14 tháng 11, 1985 (21 tuổi) |         | Ajax             |
| 5  | HV | Landry Mulemo        | 17 tháng 9, 1986 (20 tuổi)  |         | Standard Liège   |
| 6  | HV | Nicolas Lombaerts    | 20 tháng 3, 1985 (22 tuổi)  |         | Gent             |
| 7  | TV | Killian Overmeire    | 6 tháng 12, 1985 (21 tuổi)  |         | Lokeren          |
| 8  | TV | Faris Haroun         | 22 tháng 9, 1985 (21 tuổi)  |         | Racing Genk      |
| 9  | TĐ | Kevin Mirallas       | 5 tháng 10, 1987 (19 tuổi)  |         | Lille            |
| 10 | TV | Jan Vertonghen       | 24 tháng 4, 1987 (20 tuổi)  |         | Ajax             |
| 11 | TV | Maarten Martens      | 2 tháng 7, 1984 (22 tuổi)   |         | AZ               |
| 12 | TM | Frank Boeckx         | 27 tháng 9, 1986 (20 tuổi)  |         | Sint-Truiden     |
| 13 | HV | Guillaume Gillet     | 9 tháng 3, 1984 (23 tuổi)   |         | Gent             |
| 14 | TĐ | Tom De Mul           | 4 tháng 3, 1986 (21 tuổi)   |         | Ajax             |
| 15 | HV | Sébastien Pocognoli  | 1 tháng 8, 1987 (19 tuổi)   |         | Racing Genk      |
| 16 | TĐ | Tom De Sutter        | 3 tháng 7, 1985 (21 tuổi)   |         | Cercle Brugge    |
| 17 | TV | Marouane Fellaini    | 22 tháng 11, 1987 (19 tuổi) |         | Standard Liège   |
| 18 | HV | Laurent Ciman        | 5 tháng 8, 1985 (21 tuổi)   |         | Charleroi        |
| 19 | TĐ | Stijn de Smet        | 27 tháng 3, 1985 (22 tuổi)  |         | Cercle Brugge    |
| 20 | HV | Anthony Vanden Borre | 24 tháng 10, 1987 (19 tuổi) |         | Anderlecht       |
| 21 | TM | Michaël Cordier      | 27 tháng 3, 1984 (23 tuổi)  |         | FC Brussels      |
| 22 | TV | Jonathan Blondel     | 3 tháng 4, 1984 (23 tuổi)   |         | Club Brugge      |
| 23 | TV | Axel Witsel          | 12 tháng 1, 1989 (18 tuổi)  |         | Standard Liège   |

### Israel
Huấn luyện viên: Guy Levy 
| Số | Vt | Cầu thủ          | Ngày sinh (tuổi)            | Số trận | Câu lạc bộ          |
| -- | -- | ---------------- | --------------------------- | ------- | ------------------- |
| 1  | TM | Ohad Levita      | 17 tháng 2, 1986 (21 tuổi)  |         | Hapoel Kfar Saba    |
| 2  | HV | Yuval Spungin    | 3 tháng 4, 1987 (20 tuổi)   |         | Maccabi Tel Aviv    |
| 3  | HV | Eliran Danin     | 29 tháng 3, 1984 (23 tuổi)  |         | Beitar Jerusalem    |
| 4  | HV | Shai Maimon      | 18 tháng 3, 1986 (21 tuổi)  |         | Maccabi Haifa       |
| 5  | HV | Dekel Keinan     | 15 tháng 9, 1984 (22 tuổi)  |         | Maccabi Haifa       |
| 6  | TV | Lior Jan         | 24 tháng 10, 1987 (19 tuổi) |         | Maccabi Tel Aviv    |
| 7  | TV | Idan Srur        | 5 tháng 10, 1986 (20 tuổi)  |         | Hapoel Petah Tikva  |
| 8  | TV | Aviram Baruchyan | 20 tháng 3, 1985 (22 tuổi)  |         | Beitar Jerusalem    |
| 9  | TĐ | Barak Yitzhaki   | 25 tháng 9, 1984 (22 tuổi)  |         | Beitar Jerusalem    |
| 10 | TĐ | Toto Tamuz       | 4 tháng 1, 1988 (19 tuổi)   |         | Beitar Jerusalem    |
| 11 | TĐ | Omer Peretz      | 26 tháng 1, 1986 (21 tuổi)  |         | Maccabi Tel Aviv    |
| 12 | HV | Rami Duani       | 25 tháng 5, 1987 (20 tuổi)  |         | Hapoel Tel Aviv     |
| 13 | HV | Nitzan Damari    | 13 tháng 1, 1987 (20 tuổi)  |         | Maccabi Petah Tikva |
| 14 | TĐ | Shlomi Arbeitman | 14 tháng 5, 1985 (22 tuổi)  |         | Maccabi Haifa       |
| 15 | HV | Naor Peser       | 18 tháng 10, 1985 (21 tuổi) |         | Maccabi Petah Tikva |
| 16 | TĐ | Amit Ben-Shushan | 20 tháng 3, 1985 (22 tuổi)  |         | Beitar Jerusalem    |
| 17 | TĐ | Ben Sahar        | 10 tháng 8, 1989 (17 tuổi)  |         | Chelsea             |
| 18 | TM | Tom Almadon      | 30 tháng 11, 1984 (22 tuổi) |         | Maccabi Haifa       |
| 19 | HV | Dani Bondar      | 7 tháng 2, 1987 (20 tuổi)   |         | Hapoel Tel Aviv     |
| 20 | TV | Amir Taga        | 1 tháng 2, 1985 (22 tuổi)   |         | Maccabi Netanya     |
| 21 | TV | Shiran Yeini     | 18 tháng 12, 1986 (20 tuổi) |         | Maccabi Tel Aviv    |
| 22 | TV | Lior Rafaelov    | 26 tháng 4, 1986 (21 tuổi)  |         | Maccabi Haifa       |
| 23 | TM | Yossi Shekel     | 24 tháng 9, 1984 (22 tuổi)  |         | Maccabi Herzliya    |

### Hà Lan
Huấn luyện viên: Foppe de Haan 
| Số | Vt | Cầu thủ                | Ngày sinh (tuổi)            | Số trận | Câu lạc bộ       |
| -- | -- | ---------------------- | --------------------------- | ------- | ---------------- |
| 1  | TM | Boy Waterman           | 24 tháng 1, 1984 (23 tuổi)  |         | Heerenveen       |
| 2  | HV | Gianni Zuiverloon      | 30 tháng 12, 1986 (20 tuổi) |         | Heerenveen       |
| 3  | HV | Ron Vlaar (đội trưởng) | 16 tháng 2, 1985 (22 tuổi)  |         | Feyenoord        |
| 4  | HV | Arnold Kruiswijk       | 2 tháng 11, 1984 (22 tuổi)  |         | Groningen        |
| 5  | HV | Erik Pieters           | 7 tháng 8, 1988 (18 tuổi)   |         | Utrecht          |
| 6  | TV | Hedwiges Maduro        | 13 tháng 2, 1985 (22 tuổi)  |         | Ajax             |
| 7  | TĐ | Julian Jenner          | 28 tháng 2, 1984 (23 tuổi)  |         | AZ               |
| 8  | TV | Royston Drenthe        | 8 tháng 4, 1987 (20 tuổi)   |         | Feyenoord        |
| 9  | TĐ | Ryan Babel             | 19 tháng 12, 1986 (20 tuổi) |         | Ajax             |
| 10 | TV | Ismail Aissati         | 16 tháng 8, 1988 (18 tuổi)  |         | PSV              |
| 11 | TĐ | Daniël de Ridder       | 6 tháng 3, 1984 (23 tuổi)   |         | Celta Vigo       |
| 12 | TV | Luigi Bruins           | 8 tháng 3, 1987 (20 tuổi)   |         | Excelsior        |
| 13 | TĐ | Maceo Rigters          | 22 tháng 1, 1984 (23 tuổi)  |         | NAC Breda        |
| 14 | TĐ | Roy Beerens            | 22 tháng 12, 1987 (19 tuổi) |         | PSV              |
| 15 | TV | Robbert Schilder       | 18 tháng 4, 1986 (21 tuổi)  |         | Ajax             |
| 16 | TM | Kenneth Vermeer        | 10 tháng 1, 1986 (21 tuổi)  |         | Ajax             |
| 17 | TV | Haris Medunjanin       | 8 tháng 3, 1985 (22 tuổi)   |         | AZ               |
| 18 | HV | Ryan Donk              | 5 tháng 8, 1985 (21 tuổi)   |         | AZ               |
| 19 | HV | Calvin Jong-a-Pin      | 18 tháng 7, 1986 (20 tuổi)  |         | Heerenveen       |
| 20 | TĐ | Tim Janssen            | 6 tháng 3, 1986 (21 tuổi)   |         | RKC Waalwijk     |
| 21 | HV | Frank van der Struijk  | 28 tháng 3, 1985 (22 tuổi)  |         | Willem II        |
| 22 | TĐ | Otman Bakkal           | 27 tháng 2, 1985 (22 tuổi)  |         | PSV              |
| 23 | TM | Tim Krul               | 3 tháng 4, 1988 (19 tuổi)   |         | Newcastle United |

### Bồ Đào Nha
Huấn luyện viên: José Couceiro 
| Số | Vt | Cầu thủ               | Ngày sinh (tuổi)            | Số trận | Câu lạc bộ        |
| -- | -- | --------------------- | --------------------------- | ------- | ----------------- |
| 1  | TM | Paulo Ribeiro         | 6 tháng 6, 1984 (23 tuổi)   |         | Porto             |
| 2  | HV | Eurípedes Amoreirinha | 5 tháng 8, 1984 (22 tuổi)   |         | Benfica           |
| 3  | HV | João Pereira          | 25 tháng 2, 1984 (23 tuổi)  |         | Gil Vicente       |
| 4  | TV | Miguel Veloso         | 11 tháng 5, 1986 (21 tuổi)  |         | Sporting CP       |
| 5  | HV | José Semedo           | 11 tháng 1, 1985 (22 tuổi)  |         | Sporting CP       |
| 6  | TV | Sérgio Organista      | 26 tháng 8, 1984 (22 tuổi)  |         | Pontevedra        |
| 7  | TV | Filipe Oliveira       | 27 tháng 5, 1984 (23 tuổi)  |         | Marítimo          |
| 8  | TV | Manuel Fernandes      | 5 tháng 2, 1986 (21 tuổi)   |         | Benfica           |
| 9  | TĐ | Hugo Almeida          | 23 tháng 5, 1984 (23 tuổi)  |         | Porto             |
| 10 | TV | João Moutinho         | 8 tháng 9, 1986 (20 tuổi)   |         | Sporting CP       |
| 11 | HV | José Gonçalves        | 17 tháng 9, 1985 (21 tuổi)  |         | Kaunas            |
| 12 | TM | Ricardo Batista       | 19 tháng 11, 1986 (20 tuổi) |         | Fulham            |
| 13 | HV | Rolando               | 31 tháng 8, 1985 (21 tuổi)  |         | Belenenses        |
| 14 | TV | Paulo Machado         | 31 tháng 3, 1986 (21 tuổi)  |         | Porto             |
| 15 | TV | Rúben Amorim          | 27 tháng 1, 1985 (22 tuổi)  |         | Belenenses        |
| 16 | TĐ | João Moreira          | 7 tháng 2, 1986 (21 tuổi)   |         | Valencia          |
| 17 | TĐ | Ricardo Vaz Tê        | 1 tháng 10, 1986 (20 tuổi)  |         | Bolton Wanderers  |
| 18 | TV | Nani                  | 17 tháng 11, 1986 (20 tuổi) |         | Sporting CP       |
| 19 | TĐ | Silvestre Varela      | 2 tháng 2, 1985 (22 tuổi)   |         | Sporting CP       |
| 20 | TĐ | Yannick Djaló         | 5 tháng 5, 1986 (21 tuổi)   |         | Sporting CP       |
| 21 | HV | Vitorino Antunes      | 1 tháng 4, 1987 (20 tuổi)   |         | Paços de Ferreira |
| 22 | TM | João Botelho          | 22 tháng 9, 1985 (21 tuổi)  |         | Santa Clara       |
| 23 | HV | Manuel da Costa       | 6 tháng 5, 1986 (21 tuổi)   |         | PSV               |

## Bảng B

### Cộng hòa Séc
Huấn luyện viên: Ladislav Škorpil 
| Số | Vt | Cầu thủ            | Ngày sinh (tuổi)            | Số trận | Câu lạc bộ              |
| -- | -- | ------------------ | --------------------------- | ------- | ----------------------- |
| 1  | TM | Zdeněk Zlámal      | 5 tháng 11, 1985 (21 tuổi)  |         | Tescoma Zlín            |
| 2  | HV | Josef Kaufman      | 27 tháng 3, 1984 (23 tuổi)  |         | Teplice                 |
| 3  | HV | Martin Kuncl       | 1 tháng 4, 1984 (23 tuổi)   |         | Brno                    |
| 4  | HV | Roman Hubník       | 6 tháng 6, 1984 (23 tuổi)   |         | FC Moscow               |
| 5  | HV | Michal Kadlec      | 13 tháng 12, 1984 (22 tuổi) |         | Sparta Prague           |
| 6  | TV | Luboš Hušek        | 26 tháng 1, 1984 (23 tuổi)  |         | Sparta Prague           |
| 7  | TV | Daniel Kolář       | 27 tháng 10, 1985 (21 tuổi) |         | Sparta Prague           |
| 8  | TV | Tomáš Jirsák       | 29 tháng 6, 1984 (22 tuổi)  |         | Teplice                 |
| 9  | TĐ | Tomáš Krbeček      | 27 tháng 10, 1985 (21 tuổi) |         | Viktoria Plzeň          |
| 10 | TĐ | Jan Holenda        | 22 tháng 8, 1985 (21 tuổi)  |         | Dynamo České Budějovice |
| 11 | TV | Daniel Pudil       | 27 tháng 9, 1985 (21 tuổi)  |         | Slovan Liberec          |
| 12 | TV | Michal Švec        | 19 tháng 3, 1987 (20 tuổi)  |         | Slavia Prague           |
| 13 | HV | Martin Klein       | 2 tháng 7, 1984 (22 tuổi)   |         | Teplice                 |
| 14 | TĐ | Michal Papadopulos | 14 tháng 4, 1985 (22 tuổi)  |         | Bayer Leverkusen        |
| 15 | TV | František Rajtoral | 12 tháng 3, 1986 (21 tuổi)  |         | Baník Ostrava           |
| 16 | TM | Josef Kubásek      | 6 tháng 5, 1985 (22 tuổi)   |         | Baník Sokolov           |
| 17 | HV | Jiří Kladrubský    | 19 tháng 11, 1985 (21 tuổi) |         | Dynamo České Budějovice |
| 18 | TĐ | Jan Kysela         | 17 tháng 12, 1985 (21 tuổi) |         | Mladá Boleslav          |
| 19 | TĐ | Martin Fillo       | 7 tháng 2, 1986 (21 tuổi)   |         | Viktoria Plzeň          |
| 20 | TV | Filip Rýdel        | 30 tháng 3, 1984 (23 tuổi)  |         | Sigma Olomouc           |
| 21 | HV | Milan Kopic        | 23 tháng 11, 1985 (21 tuổi) |         | Mladá Boleslav          |
| 22 | TĐ | Jan Blažek         | 20 tháng 3, 1988 (19 tuổi)  |         | Slovan Liberec          |
| 23 | TM | Milan Švenger      | 6 tháng 7, 1986 (20 tuổi)   |         | Zenit Čáslav            |

### Anh
Huấn luyện viên: Stuart Pearce 

| Số | VT | Cầu thủ           | Ngày sinh (tuổi)            | Trận | Bàn | Câu lạc bộ        |
| -- | -- | ----------------- | --------------------------- | ---- | --- | ----------------- |
| 1  | TM | Scott Carson      | 3 tháng 9, 1985 (21 tuổi)   | 25   | 0   | Liverpool         |
| 2  | HV | Justin Hoyte      | 20 tháng 11, 1984 (22 tuổi) | 14   | 1   | Arsenal           |
| 3  | HV | Leighton Baines   | 11 tháng 12, 1984 (22 tuổi) | 12   | 1   | Wigan Athletic    |
| 4  | HV | Steven Taylor     | 23 tháng 1, 1986 (21 tuổi)  | 15   | 4   | Newcastle United  |
| 5  | HV | Anton Ferdinand   | 18 tháng 2, 1985 (22 tuổi)  | 16   | 0   | West Ham United   |
| 6  | HV | Gary Cahill       | 19 tháng 12, 1985 (21 tuổi) | 2    | 0   | Aston Villa       |
| 7  | TV | Nigel Reo-Coker   | 14 tháng 5, 1984 (23 tuổi)  | 19   | 1   | West Ham United   |
| 8  | TV | David Bentley     | 27 tháng 8, 1984 (22 tuổi)  | 8    | 4   | Blackburn Rovers  |
| 9  | TV | Kieran Richardson | 21 tháng 10, 1984 (22 tuổi) | 9    | 1   | Manchester United |
| 10 | TĐ | David Nugent      | 2 tháng 5, 1985 (22 tuổi)   | 10   | 3   | Preston North End |
| 11 | TV | Ashley Young      | 9 tháng 7, 1985 (21 tuổi)   | 7    | 0   | Aston Villa       |
| 12 | TV | Wayne Routledge   | 7 tháng 1, 1985 (22 tuổi)   | 10   | 1   | Tottenham Hotspur |
| 13 | TM | Joe Hart          | 19 tháng 4, 1987 (20 tuổi)  | 2    | 0   | Manchester City   |
| 14 | HV | Liam Rosenior     | 9 tháng 7, 1984 (22 tuổi)   | 6    | 0   | Fulham            |
| 15 | TV | James Milner      | 4 tháng 1, 1986 (21 tuổi)   | 24   | 2   | Newcastle United  |
| 16 | TĐ | Leroy Lita        | 28 tháng 12, 1984 (22 tuổi) | 5    | 3   | Reading           |
| 17 | TV | Tom Huddlestone   | 28 tháng 12, 1986 (20 tuổi) | 16   | 1   | Tottenham Hotspur |
| 18 | TV | Mark Noble        | 8 tháng 5, 1987 (20 tuổi)   | 1    | 0   | West Ham United   |
| 19 | TĐ | Matt Derbyshire   | 14 tháng 4, 1986 (21 tuổi)  | 2    | 1   | Blackburn Rovers  |
| 20 | HV | Nedum Onuoha      | 12 tháng 11, 1986 (20 tuổi) | 4    | 0   | Manchester City   |
| 21 | TĐ | James Vaughan     | 14 tháng 7, 1988 (18 tuổi)  | 0    | 0   | Everton           |
| 22 | TM | Ben Alnwick       | 1 tháng 1, 1987 (20 tuổi)   | 0    | 0   | Tottenham Hotspur |
| 23 | TV | Peter Whittingham | 8 tháng 9, 1984 (22 tuổi)   | 16   | 3   | Cardiff City      |

Thống kê tính đến và bao gồm trận Anh 5–0 Bản mẫu:Nftu21, 5 tháng 6 năm 2007.
David Bentley có tên trong đội hình, nhưng vào ngày 7 tháng 6, sau khi kết thúc thời hạn công bố đội hình, anh rút khỏi giải vì kiệt sức, bỏ lại đội Anh chỉ có 22 cầu thủ.

### Ý
Huấn luyện viên: Pierluigi Casiraghi 

| Số | VT | Cầu thủ               | Ngày sinh (tuổi)            | Trận | Bàn | Câu lạc bộ        |
| -- | -- | --------------------- | --------------------------- | ---- | --- | ----------------- |
| 1  | TM | Gianluca Curci        | 12 tháng 7, 1985 (21 tuổi)  |      |     | Roma              |
| 2  | HV | Marco Andreolli       | 10 tháng 6, 1986 (21 tuổi)  |      |     | Internazionale    |
| 3  | HV | Giorgio Chiellini (c) | 14 tháng 8, 1984 (22 tuổi)  |      |     | Juventus          |
| 4  | TV | Antonio Nocerino      | 9 tháng 4, 1985 (22 tuổi)   |      |     | Piacenza          |
| 5  | HV | Andrea Mantovani      | 22 tháng 6, 1984 (22 tuổi)  |      |     | Chievo            |
| 6  | HV | Marco Motta           | 14 tháng 5, 1986 (21 tuổi)  |      |     | Udinese           |
| 7  | TV | Riccardo Montolivo    | 18 tháng 1, 1985 (22 tuổi)  |      |     | Fiorentina        |
| 8  | TV | Alberto Aquilani      | 7 tháng 7, 1984 (22 tuổi)   |      |     | Roma              |
| 9  | TĐ | Giampaolo Pazzini     | 2 tháng 8, 1984 (22 tuổi)   |      |     | Fiorentina        |
| 10 | TV | Alessandro Rosina     | 31 tháng 1, 1984 (23 tuổi)  |      |     | Torino            |
| 11 | TĐ | Giuseppe Rossi        | 1 tháng 2, 1987 (20 tuổi)   |      |     | Manchester United |
| 12 | TM | Emiliano Viviano      | 1 tháng 12, 1985 (21 tuổi)  |      |     | Brescia           |
| 13 | HV | Andrea Coda           | 25 tháng 4, 1985 (22 tuổi)  |      |     | Udinese           |
| 14 | HV | Domenico Criscito     | 30 tháng 12, 1986 (20 tuổi) |      |     | Juventus          |
| 15 | HV | Michele Canini        | 5 tháng 6, 1985 (22 tuổi)   |      |     | Cagliari          |
| 16 | TV | Daniele Dessena       | 10 tháng 5, 1987 (20 tuổi)  |      |     | Parma             |
| 17 | HV | Andrea Raggi          | 24 tháng 6, 1984 (22 tuổi)  |      |     | Empoli            |
| 18 | TV | Simone Padoin         | 18 tháng 3, 1984 (23 tuổi)  |      |     | Vicenza           |
| 19 | TĐ | Graziano Pellè        | 15 tháng 7, 1985 (21 tuổi)  |      |     | Lecce             |
| 20 | TĐ | Raffaele Palladino    | 17 tháng 4, 1984 (23 tuổi)  |      |     | Juventus          |
| 21 | TV | Andrea Lazzari        | 3 tháng 12, 1984 (22 tuổi)  |      |     | Atalanta          |
| 22 | TM | Andrea Consigli       | 27 tháng 1, 1987 (20 tuổi)  |      |     | Atalanta          |
| 23 | TV | Luca Cigarini         | 20 tháng 6, 1986 (20 tuổi)  |      |     | Parma             |

### Serbia
Huấn luyện viên: Miroslav Đukić 

| Số | VT | Cầu thủ            | Ngày sinh (tuổi)            | Trận | Bàn | Câu lạc bộ        |
| -- | -- | ------------------ | --------------------------- | ---- | --- | ----------------- |
| 1  | TM | Damir Kahriman     | 19 tháng 11, 1984 (22 tuổi) |      |     | Vojvodina         |
| 2  | HV | Branislav Ivanović | 22 tháng 2, 1984 (23 tuổi)  |      |     | Lokomotiv Moscow  |
| 3  | HV | Antonio Rukavina   | 26 tháng 1, 1984 (23 tuổi)  |      |     | Partizan          |
| 4  | HV | Nemanja Rnić       | 30 tháng 9, 1984 (22 tuổi)  |      |     | Partizan          |
| 5  | TV | Gojko Kačar        | 26 tháng 1, 1987 (20 tuổi)  |      |     | Vojvodina         |
| 6  | HV | Aleksandar Kolarov | 10 tháng 11, 1985 (21 tuổi) |      |     | OFK Beograd       |
| 7  | TV | Milan Smiljanić    | 19 tháng 11, 1986 (20 tuổi) |      |     | Partizan          |
| 8  | TĐ | Boško Janković     | 1 tháng 3, 1984 (23 tuổi)   |      |     | Mallorca          |
| 9  | TĐ | Đorđe Rakić        | 31 tháng 10, 1985 (21 tuổi) |      |     | OFK Beograd       |
| 10 | TV | Dejan Milovanović  | 21 tháng 1, 1984 (23 tuổi)  |      |     | Red Star Belgrade |
| 11 | HV | Duško Tošić        | 19 tháng 1, 1985 (22 tuổi)  |      |     | Sochaux           |
| 12 | TM | Igor Stefanović    | 17 tháng 7, 1987 (19 tuổi)  |      |     | Zemun             |
| 13 | HV | Nikola Drinčić     | 7 tháng 9, 1984 (22 tuổi)   |      |     | Amkar Perm        |
| 14 | TĐ | Stefan Babović     | 7 tháng 1, 1987 (20 tuổi)   |      |     | OFK Beograd       |
| 15 | TV | Predrag Pavlović   | 19 tháng 6, 1986 (20 tuổi)  |      |     | Napredak Kruševac |
| 16 | TV | Đorđe Ivelja       | 30 tháng 6, 1984 (22 tuổi)  |      |     | OFK Beograd       |
| 17 | TĐ | Miloš Krasić       | 1 tháng 11, 1984 (22 tuổi)  |      |     | CSKA Moscow       |
| 18 | TĐ | Dragan Mrđa        | 23 tháng 1, 1984 (23 tuổi)  |      |     | Lierse            |
| 19 | TV | Dušan Basta        | 18 tháng 8, 1984 (22 tuổi)  |      |     | Red Star Belgrade |
| 20 | HV | Slobodan Rajković  | 3 tháng 2, 1989 (18 tuổi)   |      |     | OFK Beograd       |
| 21 | TV | Zoran Tošić        | 18 tháng 1, 1987 (20 tuổi)  |      |     | Banat Zrenjanin   |
| 22 | HV | Nikola Petković    | 28 tháng 3, 1986 (21 tuổi)  |      |     | Vojvodina         |
| 23 | TM | Aleksandar Kesić   | 18 tháng 8, 1987 (19 tuổi)  |      |     | Mladost Apatin    |